# Tricheurois tibetica
Tricheurois tibetica là một loài bướm đêm trong họ Noctuidae.